# Squillo (film 1996)
Squillo è un film del 1996 diretto da Carlo Vanzina.

## Trama
Maria, una ragazza polacca, arriva a Milano a trovare la sorella Eva, che vive in un lussuoso appartamento e giustifica la sua ricchezza dichiarando di lavorare come interprete. Ma la verità è ben diversa: la misteriosa scomparsa di Eva fa capire a Maria che la sorella in realtà lavorasse come squillo d'alto bordo. Con l'aiuto d'un giovane ispettore di polizia, Maria indaga per smascherare l'assassino di Eva, rispondendo alle chiamate al cellulare della sorella e incontrandone i clienti.